# Пронино (Козельский район)
Пронино — село в Козельском районе Калужской области. Входит в состав сельского поселения «Деревня Плюсково».
Расположено примерно в 4 км к северо-западу от деревни Плюсково.

## Население
На 2010 год население составляло 21 человек.